# Цветни дијаграм
Цветни дијаграм је пројекција цвета на равни која стоји перпендикуларно према његовој осовини, а пролази кроз заштитни лист и осовину изданка.

## Поступак
Приликом цртања цветног дијаграма пупољак се окрене према посматрачу, тако да се оса по којој је биљка постављена на цртежу буде усправна. Испод дијаграма се црта троугао који представља приперак (брактеју). Изнад дијаграма се црта кружић који упућује на то да се ради о бочно постављеном цвету. Уколико је цвет терминалан, тог кружића нема.
Сви цветни делови се цртају у виду симбола. Према томе које делове уносимо у цртеж, можемо разликовати емпиријске дијаграме и теоријске. Разлика је у томе што се код ових других уносе и они делови који су током еволуције ишчезли. Ти делови се обележавају звездицом или крстићем на месту где су постојали.
Чашични листићи се обележавају шрафираним троуглићима (луковима), а крунични такође луковима, али знатно тањим и испуњени црним. Код прашника се представља пресек неотворене антере, а гинецеум се представља пресеком плодника једног или свих тучкова у цвету. Стаминодије, уколико постоје, приказују се тачкама у кругу прашника. У дијаграму цвета уцртава се и положај нектарија. Ако су цветни делови међусобно срасли, на дијаграму се њихови симболи повезују танким линијама.

## Значај
За приказивање грађе цвета користи се и цветна формула, али је приказ који даје цветни дијаграм потпунији. Цветни дијаграм омогућава преглед узајамних односа и распореда цветних делова.